# Un fils d'Amérique (film, 1926)
Pour les articles homonymes, voir Un fils d'Amérique.
Pour plus de détails, voir Fiche technique et Distribution.
Un fils d'Amérique est un film français réalisé par Henri Fescourt et sorti en 1926.

## Fiche technique
- Titre anglais : A Son from America
- Réalisation : Henri Fescourt
- Date de sortie : 1926

## Distribution
- Gabriel Gabrio : Léon Verton
- Henri Debain
- Marie-Louise Iribe
- Alice Tissot
- Paulette Berger
- Max Bonnet
- Albert Bras
- Léon Courtois